# Tirán (álbum de Anxo Lorenzo)
Tirán es el primer álbum de estudio solista del músico gaitero español Anxo Lorenzo, grabado en el año 2010. Fue masterizado por Pedro González, con la asistencia técnica de grabación de Javier Lemos, DJ Xavi y ALfonso Merino.
En su reciente trabajo llamado Tirán, cuenta con Xosé Liz al bouzouki, el portugués Luis Peixoto con bandolim, cavaquinho y percusiones, Begoña Riobó al violín, Álvaro Iglesias al contrabajo y el violinista irlandés Eoghan Neff. 
Anxo Lorenzo demuestra que la gaita tradicional también es un instrumento vanguardista y se puede fusionar con el pop, rock, chill out y música hindú, entre otros estilos, siempre sin olvidarse de sus raíces atlánticas.

## El nombre del disco
Este trabajo lleva por título el nombre de su pueblo natal, Tirán, una parroquia del municipio pontevedrés de Moaña (España).
Es un disco acústico y variado en el que se comprueban las influencias que tiene Anxo de la música de los países celtas.
El disco está pensado también para el mercado internacional, con un estilo marcado por la fusión, con piezas del mundo celta y temas gallegos, instrumentación hindú en dos temas (Aires Hindús de Pontevedra y A Bruxa) y hasta el muy conocido vals venezolano de Carlos Bonnet (La Partida).  
Adquiere especial singularidad el empleo de escalas para la gaita diferentes al estilo tradicional, explorando siempre géneros de música actual. 

## Lista de canciones
| N.º | Título                        | Duración |
| --- | ----------------------------- | -------- |
| 1   | Tirán                         | 4:30     |
| 2   | Road To Errogie               | 3:04     |
| 3   | La Partida                    | 3:12     |
| 4   | Suite de Reels                | 4:13     |
| 5   | The Ivory Lady                | 3:31     |
| 6   | Areeiras/Pasa Corredoiras 439 | 3:32     |
| 7   | Aires Hindúes de Pontevedra   | 4:19     |
| 8   | A Bruxa                       | 4:19     |
| 9   | Spíritu                       | 1:22     |
| 10  | Alma de Pedra                 | 3:17     |
| 11  | The Very First Fish           | 2:50     |

## Músicos
- Anxo Lorenzo (gaita gallega)
- Xosé Liz (guitarra eléctrica y bouzouki)
- Begoña Riobó (violín)
- Eoghan Neff (violín)
- Alvaro Iglesias (contrabajo)
- Milla (bodhrán)

## Colaboraciones/Invitados Especiales
- Kathryn Tickell
- Pancho Álvarez
- Jorge Arribas
- Luís Peixoto
- Anxo Pintos
- Roi Adrio
- Om/Off

## Datos del álbum
- Diseño Gráfico: Rafa Pandeiromus.
- Fotografías: peiss, Olga García, Alberto Gámez, Ramón M. Castro, Silvia García Ferrero y Rafa.
- Portada: peiss.
- Texturas libreto: Detalles Pictóricos, Obra Xulio Lago.
- Fotos texturas: peiss.
- Traducciones al español y gallego: Ruth Fariña.
- Traducciones al inglés: Ramón M. Castro.
- Diseño logo: peiss.
- Estudios: Peter’s Home Studios (Vigo), Kurruntxo (Moaña), CastleSound Studios, Pencaitland (Escocia), Eclipsis (Puenteareas), Alfonso Franco (Puentecaldelas), Ribeir@art (Lalín) y Álvaro Iglesias (Vigo).
- Mezclado por: Pedro González, excepto: "A Bruxa" y "Aires Hindús de Pontevedra" por Paco Serén y Anxo Lorenzo, "Alma de Pedra" por Suso Ramallo y "The Very First Fish" por Stuart Hamilton y Kathryn Tickell.
- Masterizado por: Pedro González.
- Asistentes técnicos de grabación: Javier Lemos, DJ Xavi y Alfonso Merino.